# Tellières-le-Plessis
Tellières-le-Plessis è un comune francese di 76 abitanti situato nel dipartimento dell'Orne nella regione della Normandia.

## Società

### Evoluzione demografica
Abitanti censiti